# Melba Hernández
Melba Hernández Rodríguez del Rey (Cruces, Las Villas, Cuba, 28 de julio de 1921-La Habana, Cuba, 9 de marzo de 2014) era una política cubana y diplomátic a. Fue embajadora cubana en Vietnam y Camboya.

## Biografía
Nacida en Cruces, Las Villas, Hernández era hija única de una familia mulata conservadora que residía en los modernos apartamentos de la calle Jovellar en Vedado, distrito de La Habana. Graduada en derecho por la Universidad de La Habana en 1943. Hernández trabajó como abogada de Aduanas para el gobierno de Carlos Prío. Fue una de las dos mujeres (junto a Haydée Santamaría Cuadrado) que participaron en 1953 en el Asalto al Cuartel Moncada. A pesar de que había sido abogada durante una década, en el juicio de Moncada eligió no defenderse a sí misma, siendo representada por Jorge Paglieri Cardero. Sentenciada a 7 meses de cárcel, será más tarde declarada "Heroína del Moncada". A principios de 1960s fue responsable de las prisiones de mujeres en Cuba.
Fue Diputada en la Asamblea Nacional del Poder Popular hasta 1993 (anteriormente lo había sido de 1976–1986) representando el municipio de 10 de Octubre. Hernández era miembro del Comité Central del Partido Comunista de Cuba desde 1986. También fue Secretaria General de OSPAAAL (Organización de Solidaridad de los Pueblos de Asia, Latinoamérica & de África).
Murió por complicaciones de diabetes el 9 de marzo de 2014.